# Estadio El Teniente
Das Estadio El Teniente ist ein Fußballstadion mit Leichtathletikanlage in der chilenischen Stadt Rancagua, die rund 86 Kilometer südlich der Hauptstadt Santiago de Chile liegt. Der örtliche Fußballverein CD O’Higgins trägt in der Sportstätte seit seiner Gründung 1955 seine Heimspiele aus. Die Anlage liegt an der Avenida Capitán Ramón Freire, inmitten eines Wohngebietes.

## Geschichte
Der Bau des Stadions geht auf die US-amerikanische Firma Braden Copper Company zurück. Nach dem Baubeginn am 1. Juni 1945 wurde das Estadio Braden Copper Company mit Holztribünen 1947 eingeweiht. 1960 wurde das Stadion unverhofft zum Spielort der Fußball-Weltmeisterschaft 1962. Nach dem schweren Erdbeben von Valdivia 1960 wurden nur Stadien ausgewählt, die ohne staatliche Hilfe wieder in Stand gesetzt werden konnten. Die Braden Copper Company bot die Nutzung ihres Stadions an und es wurden 200 Mio. CLP in die Spielstätte investiert.
Mit nur 10.000 Plätzen auf den hölzernen Rängen war das Estadio Braden Copper Company trotzdem eines der kleinsten und spartanischsten Stadien, in der eine Fußball-WM stattfand. Es wurden insgesamt sieben Partien des Turniers in Rancagua ausgetragen, darunter war ein Viertelfinalspiel. 1967 übernahm die chilenische Regierung 51 Prozent der Aktien der Braden Copper Company und vier Jahre später ging die Firma ganz in staatlichen Besitz über. Die Spielstätte trägt deshalb seit 1971 den Namen El Teniente , nach der größten Untertage-Kupfermine der Welt. Sie gehört dem staatlichen Unternehmen Codelco.
Lange Zeit blieb das Stadion nahezu unverändert. 1995 zerstörte ein Brand die hölzerne Nordkurve. Sie wurde durch einen Rang aus Beton ersetzt. Erst im Jahr 2008 gab es Pläne, die Heimat des Club Deportivo O’Higgins mit den Tribünen aus Holz einer kompletten Renovierung zu unterziehen. Über das Planungsstadium kam das Vorhaben aber nicht hinaus. Vier Jahre später wurde ein neues Konzept vorgestellt, dass auch, im Hinblick auf die Copa América 2015, zur Umsetzung kam.
Im Februar 2013 war Baubeginn. Auf dem Plan stand die Umwandlung der alten Anlage in ein Stadion nach den Richtlinien der FIFA. Es wurden drei Betontribünen errichtet, die die veralteten Holzränge ersetzen und einen nahezu geschlossenen Tribünenring ergeben. Die Ränge sind komplett bestuhlt und bieten 14.087 Plätze an. Die Haupt- wie die Gegentribüne erhielten eine Überdachung. Auf dieser wurde die neue Flutlichtanlage mit 16 kleinen Masten, mit je zehn Scheinwerfern und 2.000 Lux Beleuchtungsstärke, montiert. Sie ermöglicht Fernsehübertragungen in HD-Qualität. Das Spielfeld aus Naturrasen wurde mit einem Bewässerungs- und einem Drainagesystem ausgestattet. Unter dem Dach auf dem Oberrang der Haupttribüne befinden sich die V.I.P.-Räume mit einem Balkon für 750 Besucher. Die Leichtathletikanlage bekam eine blaue Kunststoffbahn.
Insgesamt wurde das Stadion in den Vereinsfarben der Heimmannschaft Himmelblau und Weiß angelegt. Auf dem Tribünenrand der Südkurve fand eine Videowand ihren Platz. Im Stadiongebäude wurden unter anderem Umkleidekabinen, Einrichtungen für die Journalisten, medizinische Behandlungsräume, ein Dopingtestraum sowie ein Vereins- als auch ein Kupfermuseum eingerichtet. Insgesamt wurden Arbeiten für 9,9 Mio. US-Dollar durchgeführt. Das El Teniente entspricht, bis auf Details im Bereich Komfort, in allen Kriterien dem internationalen Standard und wird eines von neun Stadien der Copa América 2015 sein.
Am 8. April 2014 feierte der Club Deportivo O’Higgins die Wiedereröffnung der Anlage. Zu Gast im Spiel der Copa Libertadores war das argentinische Team von CA Lanús. Am sechsten und letzten Gruppenspieltag der 2. Runde trennten sich die Mannschaften vor 10.651 Zuschauern mit einem 0:0-Unentschieden. O’Higgins hätte zum Weiterkommen einen Sieg benötigt und schied aus.
Bei der Copa América 2015 wurden die zwei Partien Kolumbien gegen Venezuela (0:1) am 14. Juni und Mexiko gegen Ecuador (1:2) am 19. Juni in Rancagua ausgetragen.

## Galerie

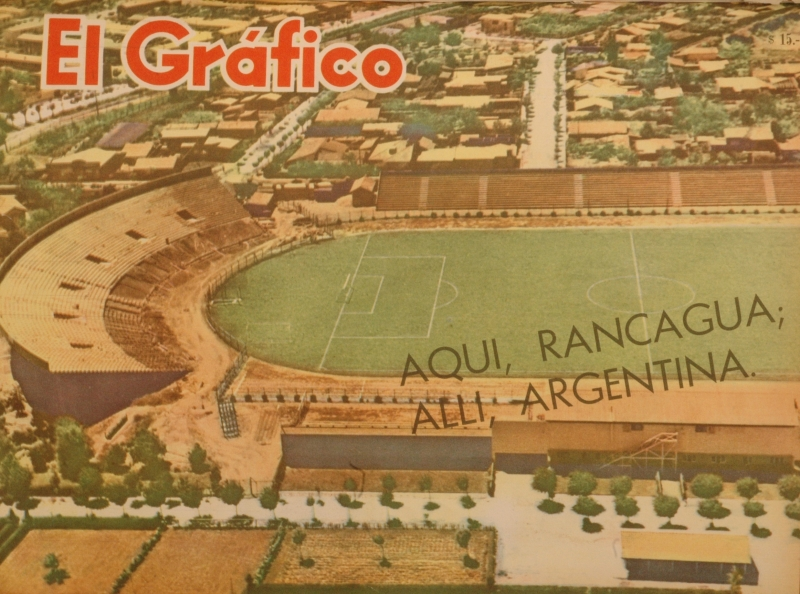
Das Stadion 1962 in der Sportzeitschrift El Gráfico
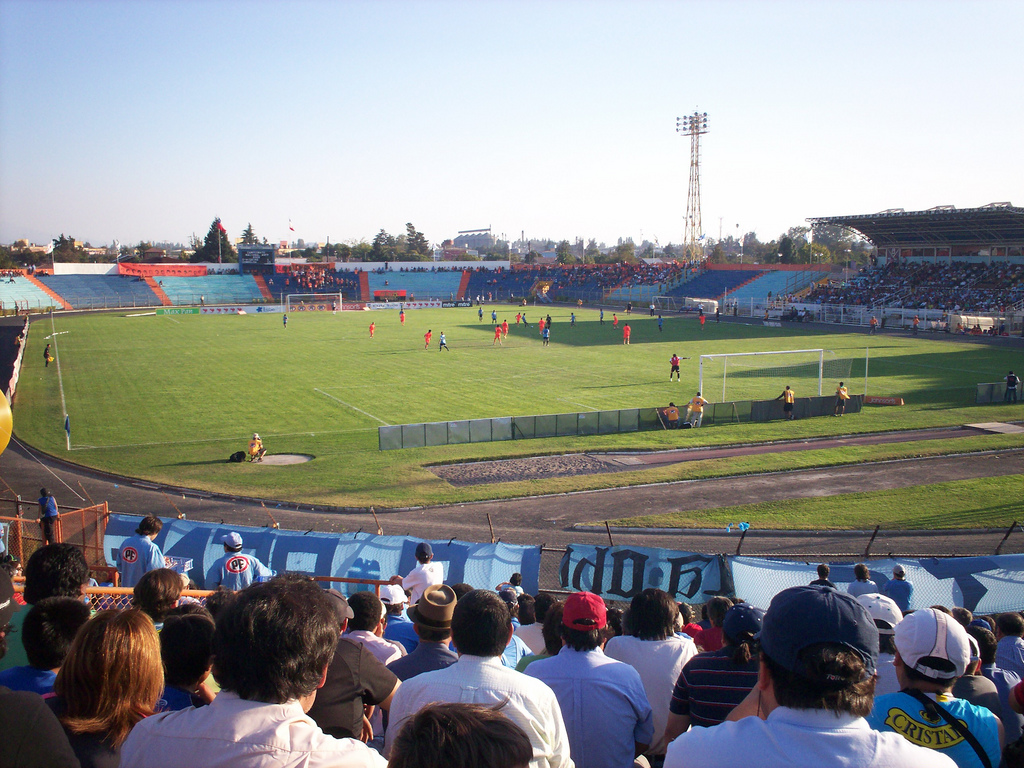
Das Estadio El Teniente im Jahr 2009 vor der Renovierung
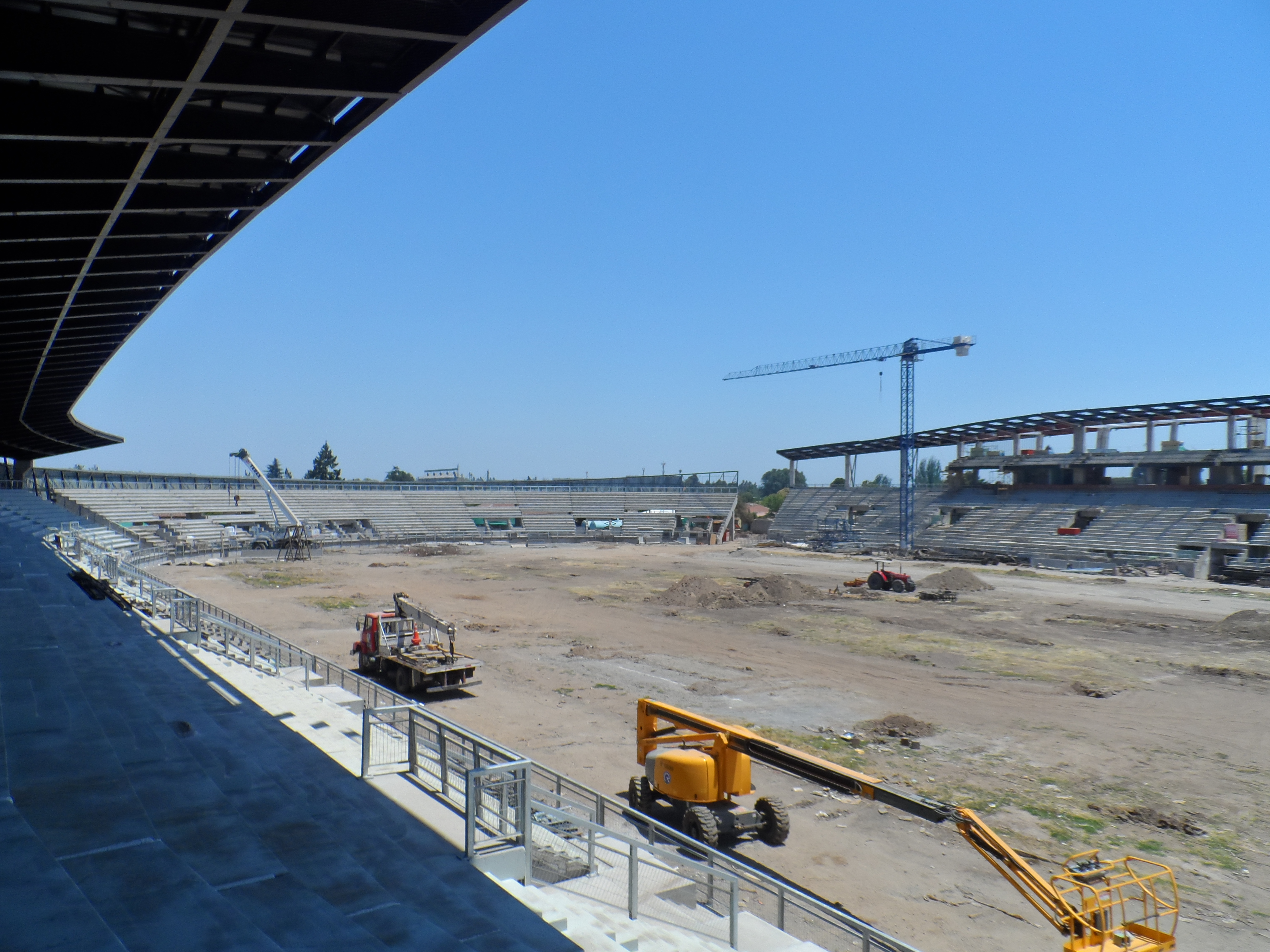
Das Stadion während der Bauarbeiten im Januar 2014
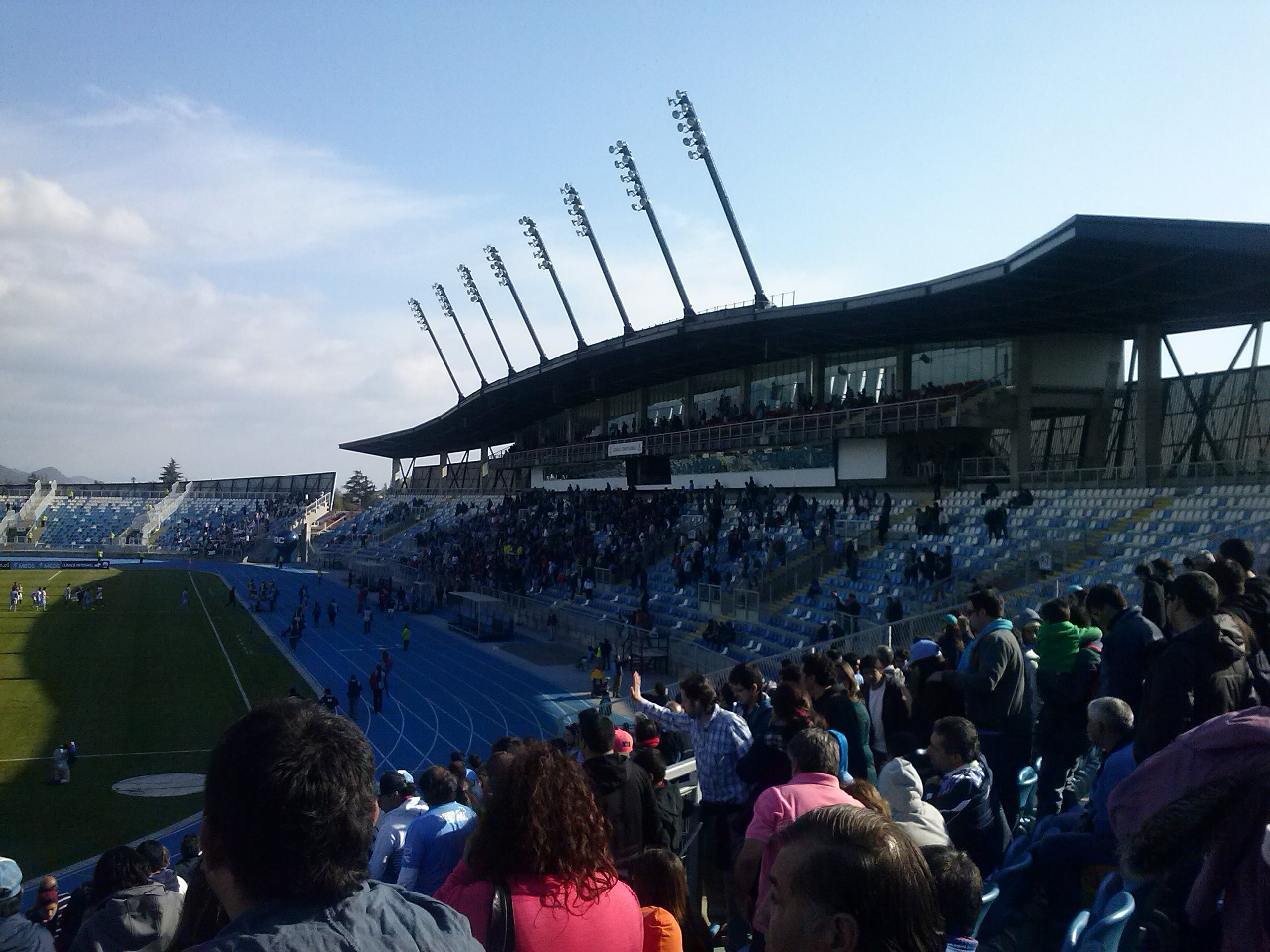
Die Haupttribüne 2014
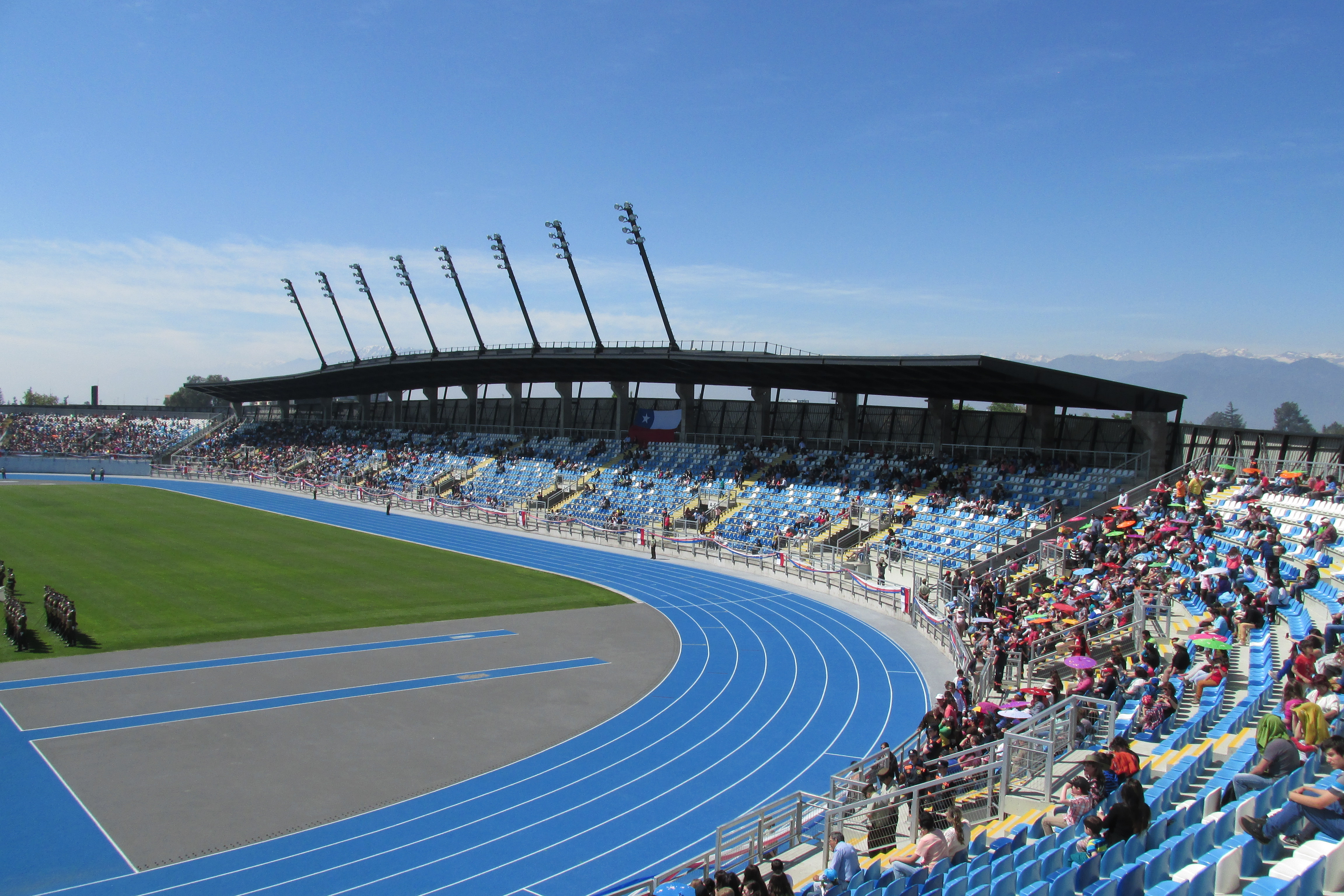
Die Gegengerade 2014
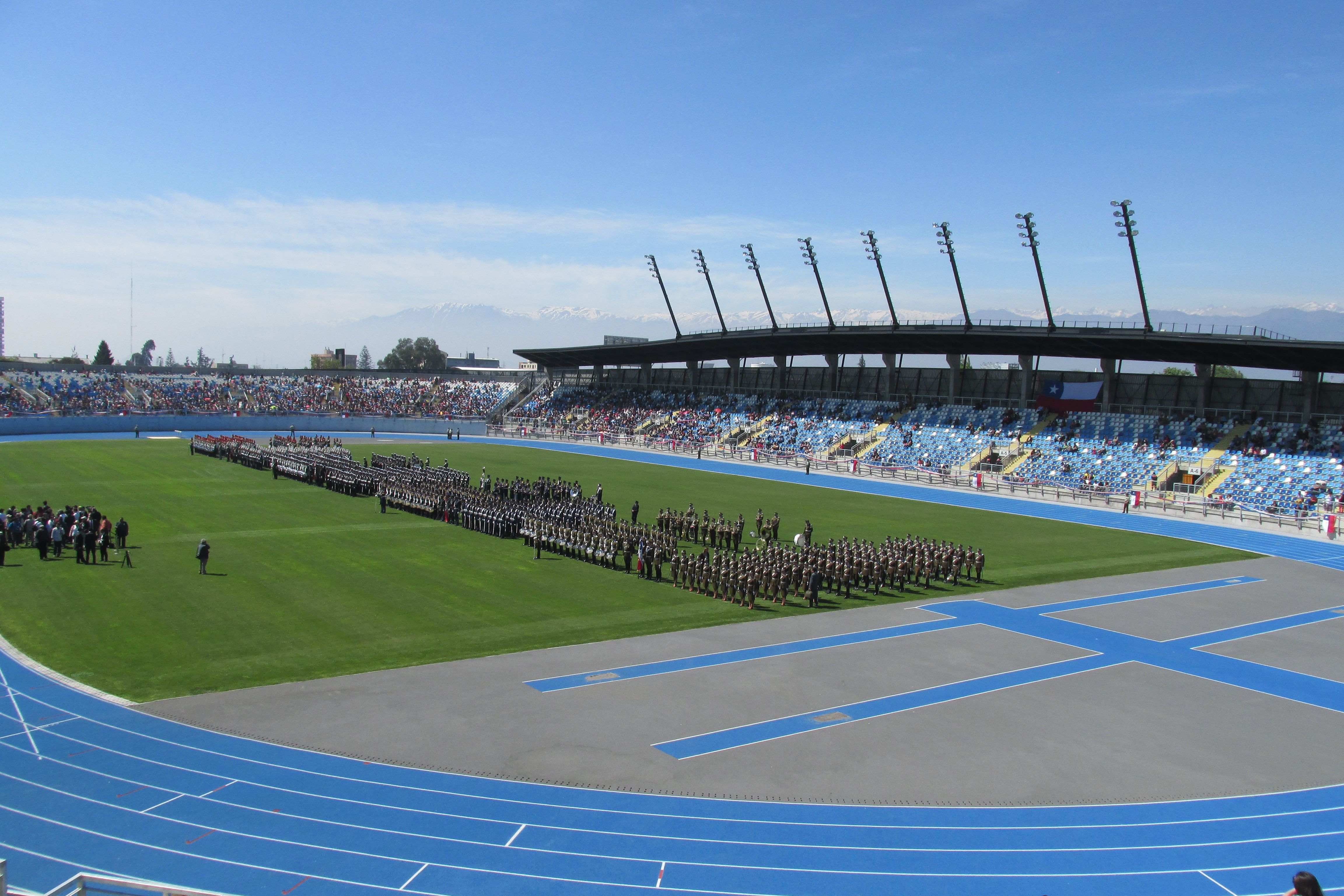
Blick in das Stadion 2014